# Conioscinella livida
Conioscinella livida är en tvåvingeart som beskrevs av Nartshuk 1970. Conioscinella livida ingår i släktet Conioscinella och familjen fritflugor. Inga underarter finns listade i Catalogue of Life.